# Beach House (Carly Rae Jepsen)
Beach House è un singolo della cantante canadese Carly Rae Jepsen, pubblicato il 5 agosto 2022 come secondo estratto dal sesto album in studio The Loneliest Time.

## Pubblicazione
Il brano è stato descritto come un "tormentone irriverente" ed è stato notato come Jepsen utilizzi il suo "imperturbabile senso dell'umorismo" nell'elencare i segnali d'allarme e i fattori che hanno portato al naufragio di diverse relazioni, utilizzando nel testo la formula "ragazzo numero uno" et cetera, fino ad arrivare a perderne il conto. Altro dettaglio che è stato fatto notare è l'utilizzo di voci esclusivamente maschili per i cori del ritornello.
Si sottolinea inoltre il netto contrasto tra il primo singolo del disco, Western Wind, e Beach House, con quest'ultima che si inserisce in un contesto marcatamente pop e giocoso, con un testo quasi assurdo e surreale.

## Video musicale
Il video musicale del brano, diretto da Taylor Fauntleroy, è stato pubblicato su YouTube il 12 agosto, una settimana dopo la pubblicazione del singolo.

## Classifiche
| Classifica (2022) | Posizione massima |
| ----------------- | ----------------- |
| Giappone          | 11                |